# CPIV
CPIV(Canine parainfluenza viruses)는 파라인플루엔자 바이러스에 의해 일어나는 전염성 기관지염이다. 인수공통감염병이며 바이러스성 호흡기 질병으로 감염력이 매우 높으며, 발열과 콧물 분비, 편도선염, 기침을 유발한다.

## 사람 파라인플루엔자바이러스
파라인플루엔자 바이러스는 동물뿐만아니라 사람에게서 특히 영아와 소아에게서 호흡기 감염을 잘 일으키는 바이러스이다. 대개 증상이 약하나 폐렴을 일으킬 수도 있다.사람 파라인플루엔자바이러스(HCPIV)로 분류된다.

## 같이 보기
- 광견병
- 렙토스피라
- CPV
- CDV
- 아데노바이러스